# Баија Бланка
Баија Бланка (шп. Bahía Blanca) је град у Аргентини у покрајини Буенос Ајрес. Према процени из 2005. у граду је живело 292.206 становника.

## Становништво
Према процени, у граду је 2005. живело 292.206 становника.
| 1980.   | 1991.   | 2001.   |
| ------- | ------- | ------- |
| 214.370 | 260.096 | 274.509 |